# 聖者無双〜サラリーマン、異世界で生き残るために歩む道〜
『聖者無双〜サラリーマン、異世界で生き残るために歩む道〜』（せいじゃむそう さらりーまん、いせかいでいきのこるためにあゆむみち）は、ブロッコリーライオンによる日本のライトノベル。小説投稿サイト「小説家になろう」にて2015年10月17日から2022年2月28日まで連載され、2016年8月からはイラストをsimeが務める形でGCノベルズ（マイクロマガジン社）より書籍化されている。第4回ネット小説大賞では金賞を受賞している。2024年10月時点でシリーズ累計部数は320万部を突破している。
メディアミックスとして、2017年1月27日よりコミカライズ版が「水曜日のシリウス」（講談社）にて連載されており、同年6月からはシリウスKC（同社）より書籍化されている。また、テレビアニメが2023年7月から9月まで放送された。

## あらすじ
仕事をしている中で不慮の事故で銃弾に斃れたサラリーマンはルシエルという名前で異世界転生し、平和な生活を送ることを願った。そして、護身術が必要だと考えたルシエルは聖属性魔法を生かして必死に訓練に耐え、治癒士として名を馳せていく。

## 登場人物
声の項はテレビアニメの声優。

### 主要人物
ルシエル
声 - 川島零士
本作の主人公。前世は主にOA機器を販売する中小企業に勤め、出世を夢見ていた30歳のサラリーマンで、事件に巻き込まれ、その時の犯人に銃で左胸を撃たれて死亡。惑星ガルダルディアに転生させられ、ルシエルと名乗る。年齢は漫画版6巻で17歳。ジョブは治癒士。戦闘能力が低いため序盤ではかなり冒険者を苦手としていた。モニカやナナエラには序盤から好意を抱いていた。冒険者ギルドでは訓練代の代わりとして無償で冒険者達に治癒魔法をかけていた。物体Xを笑いながら飲むことやブロドとの訓練で何度も立ち上がることから周りの冒険者には「ドMゾンビ」と呼ばれるようになった。聖シュルール支部冒険者ギルドでは「ドMゾンビ」呼びを禁止したのだが、代わりに付けられたのは「聖変」とあまり大差がない。
豪運のスキルを所持している。ルシエル自身は「豪運先生」と呼び、欧米風の男性に擬人化している。自分に都合のいい状況に遭遇しやすいのだが、それ以上に「ドMゾンビ」などの不名誉な二つ名を付けられたり、物体Xの効能のせいで性欲を失ったりと散々な目にも遭っており、どこまで効果があるのかは不明。
序盤はショートヘアーだったが、治癒士ギルド本部へ出向する際は髪が伸びポニーテールになっている。
後に治癒士から退魔士になり、治癒士ギルド本部地下のダンジョンでアンデッドを討伐する任務に就く。そこで多数のアンデッドを討伐しているのだが、何体倒してもレベルが1から上がらない。ルシエルはアンデッド達をそもそも幻覚だと思い込んでいた。Web版では教皇の指摘によって幻覚ではないと知ったが、テレビアニメ版では迷宮内で傷を負っていくうちに薄々自分で感づいていた。

### 聖シュルール教会治癒士ギルド
クルル
声 - 佐々木未来
ギルドの運営者の一人。
モニカ
声 - 石見舞菜香
治癒士ギルド運営者の一人。
ある時ボタクーリの治癒院を利用し、膨大な治療費を払えずボタクーリが送った傭兵に殺されかける。その悲鳴を聞いたルシエルに助けられ、それ以来冒険者ギルドの受付嬢をしている。自分を助けてくれたルシエルに好意を持っている。
テレビアニメ版ではナナエラと共に聖シュルール支部冒険者ギルドを訪れており、数日の間ルシエルと交流を楽しんだ。

### 冒険者ギルド

#### メラトニ支部
ブロド
声 - 大塚明夫
元S級冒険者。現在はメラトニの冒険者ギルドのギルドマスターで教官。
「旋風」「疾風」の二つ名を持つ竜殺し。
ルシエルとは師弟関係でかなり訓練が厳しく、その訓練の様子を見ていた冒険者達からルシエルが「ドMゾンビ」と呼ばれる要因を作った。
豪快で戦闘狂な面もある反面、ルシエルの寝食の手配をするなど、実は優しい一面や几帳面で書類仕事は嫌いなだけで超がつくほど得意な面も併せ持つ。特にルシエルの事は気に入っており、ルシエルがダンジョンから出られなくなり行方不明になった際はモニカとナナエラを止めておきながら自分は仕事を放棄して聖シュルールに来ている。
戦鬼ライオネルとは時折、手紙のやり取りをしていた。
ガルバ
声 - 小野大輔
狼獣人でグルガーの兄。ギルドで魔物の解体作業を担当している。
訓練の休息で暇になったルシエルに魔物の解体方法を教える。
実は「隠遁」の二つ名を持ち、暗殺業をしている時期があった。現在も裏から情勢の操作を行っている。
グルガー
声 - 前野智昭
狼獣人でガルバの弟。メラトニ支部の食堂のマスター。
激マズなチートドリンク「物体X」をよくルシエルに飲ませたり、調味料にした料理を振る舞っている。
若い頃から物体Xを調味料として料理の研究をしていた。
ルシエルに自身の料理のレシピ集を渡した。
ナナエラ
声 - 立花日菜
兎獣人。ギルドの受付嬢。ルシエルに好意があり、モニカと共にルシエルと手紙のやり取りをしている。
Web版では後にバザンと付き合う。
テレビアニメ版ではモニカと共に聖シュルール支部冒険者ギルドを訪れており、数日の間ルシエルと交流を楽しんだ。
メルネル
声 - 山根綺
ギルドの受付嬢。ルシエルをよくからかう。
テレビアニメ版ではミリーナと共に結婚することとなり、モニカとナナエラが聖シュルール支部冒険者ギルドに来るきっかけを作った。
ミリーナ
声 - のぐちゆり
ギルドの受付嬢。ルシエルをよくからかう。
テレビアニメ版ではメルネルと共に結婚することとなり、モニカとナナエラが聖シュルール支部冒険者ギルドに来るきっかけを作った。
女獣人（本名不明）
声 - 岸本望
青い髪と服装が特徴の、猫獣人の冒険者。
魔物に背中を襲われて怪我を負い、無料で治療を行うルシエルを頼る。獣人を差別しない対応に泣き、抱き着くなどかなり好意を持った。
メラトニのギルドにいる冒険者の中で、最もルシエルと交流する機会が多い。

#### 白狼の血脈
Bランク冒険者グループ。
バザン
声 - 柳田淳一
白狼の血脈のメンバー。
バスラ
声 - 高橋伸也
白狼の血脈のメンバー。
セキロス
声 - 兼政郁人
白狼の血脈のメンバー。

#### 聖シュルール支部
グランツ
声 - 菊池通武
ギルドマスター。小柄だが髭面のオッサン。ドワーフかどうかは不明。聖シュルール支部に来たルシエルに物体Xを提供する。
仕事終わりに酒盛りをするため用事を忘れる事があり、テレビアニメ版ではルシエルが出したモニカとナナエラへの手紙の手続きを忘れ、ルシエルに恨まれていた。
ミルティー
声 - 富田美憂
ギルド副マスター。
エリッツ
声 - 野津山幸宏
冒険者ギルドのAランカー

### 聖シュルール教会
ルミナ
声 - 衣川里佳
新たに創設された治癒士教会本部の乙女聖騎士隊の隊長。
惑星ガルダルディアに転生した直後のルシエルと出会い、治癒士ギルドへ案内した。
その後ルシエルが本部に召喚されたことで再会。退魔士となったルシエルに対し訓練を指導する。
容赦なく変人呼ばわりしたりとルシエルの扱いはあまり良くないが、決して嫌っているわけではなくむしろ気に入っており、訓練の際も戦乙女聖騎士隊の隊員が通常行うものよりも厳しく指導している。
常にタメ口で喋っているがこれは隊長として威厳を保つための物であり、本来は敬語で喋る。
リプネア、クイーナ、ルーシィー
声 - 田中那実（リプネア）、渡辺優里奈（クイーナ）、前田佳織里（ルーシィー）
戦乙女聖騎士隊。
グランハルト
声 - てらそままさき
教会の司祭。
ボタクーリの事実を捻じ曲げた手紙を受けて、ルシエルを本部に召喚し事情聴取を行い、教会地下のダンジョンにいるアンデッド討伐に任命した。
カトレア
声 - 日笠陽子
教会内の売店員。
ジョルド
声 - 熊谷健太郎
教会地下のダンジョンにいるアンデッド討伐の前任者である退魔士。
教皇
声 - 松井恵理子
聖シュルール共和国の最高権威。アニメの中では顔は隠され確認できないが、アニメ公式ページでは顔が確認できる。アニメ第12話にて公衆の前に現れ、ベールに覆われた状態だが顔を確認できるようになった。
オザナリオ
十二年前に教会地下のダンジョンにいるアンデッド討伐を行っていた退魔士。
ダンジョン内で死亡し、ワイト(声 - 高橋伸也)となって10階層の主部屋に居座っていた。
魔法の使用を妨害する杖を持っていたため、アンデッド討伐に必要な浄化魔法が使用できない事態を起こしていた。
10階層の主部屋に訪れたルシエルと戦闘し、討伐される。

### その他
ボタクーリ
声 - 宇垣秀成
メラトニで一番大きな治癒院を経営する治癒士の男性。わずかな傷でも膨大な額の治療費を請求し、払えなければ傭兵に殺害させる、と言った非道を繰り返している。
ルシエルの治療で自分の治癒院に客が来なくなったためルシエルを取り込もうとして、ルシエルが断ると傭兵に襲わせようとするがブロドにより失敗。
その後ルシエルを冒険者ギルドから引き離すため、聖シュルール教会本部に「ルシエルに営業妨害されている」と嘘の手紙を送り、教会本部への召喚を手引きした。
シーラ
声 - 阿部寿世
スラム街の女の子。声帯が損傷しており言葉を話せない。
父親たちが襲撃を受け重傷を負っており、助けを求めて冒険者ギルトに向かい、たまたま入り口にいたルシエルと出会った。
父親たちを救出後、声帯の損傷を知ったルシエルによって「エクストラヒール」をかけられる。その場では効果が無かったが徐々に声帯が修復されていたようで、あるタイミングで声を出せるようになった。
ワイト
治癒士ギルド本部地下ダンジョン50階層の主部屋にいたアンデッドの集合体。
ルシエルのサンクチュアリサークルにより浄化された。この時一瞬生前の姿を取り戻し、ルシエルに何かを伝えて消滅。
テレビアニメ版では「キングワイト」と呼ばれている。
聖龍
声 - 黒田崇矢
治癒士ギルド本部地下ダンジョン50階層主部屋の先にいた龍。邪神によって瘴気の溜まった地下に封印されており、呪いによってアンデッドと化していた。本来死亡した後千年かけて転生するのだが、アンデッド化によって転生を止められていた。
50階層にたどり着いたルシエルが不意打ちでサンクチュアリサークルをかけたことで正気に戻る。
自分を倒したルシエルに加護をかけた上で、他の封印された龍を解放するように頼み、そのまま死亡。亡骸や貯め込んだ財宝はルシエルに回収された。

## 用語
冒険者
ダンジョンの攻略や魔物討伐などを行う職業。
治癒士
冒険者の傷の治療を担う、回復職に当たる職業。
この世界では治療を一手に担っていることをいいことに、ぼったくり同然の価格で治療を行っている者が多く、治癒士へ治療費を払えなくなったという理由で人生が詰んでしまう冒険者が後を絶たない。
退魔士
治癒士の中で、アンデッドの討伐を専門にしている職業。浄化魔法によってアンデッドを浄化し倒すのが任務である。
物体X / 神の嘆き
冒険者ギルドで提供されるドロドロした紫色の謎のドリンク。原材料は竜の心臓や精霊の水など。何故かたまに動く。
飲めば成長にブーストがかかりステータスの上昇が早くなる、魔力がわずかに回復するといった効果があるらしい。ただし、凄まじい悪臭と非常に不味い味のため、進んで飲もうという人物はいない。また、飲むと暫く口臭もキツくなる。
また、上記の効果もあくまで文献にそう書いてあったというだけで、試した者がいないため実際に効果があるのかどうかも不明となっている。
ルシエルもあくまで鍛錬のために嫌々飲んでおり、度々ブロド等に、これを飲むことを罰ゲームとして提案することがある。
教皇によってその正体が明かされた。聖職者の性質上三大欲求が薄くなり人らしさを失っていくことを懸念したある賢者によって開発され、本来は丸薬となる予定の存在だった。しかし生産する魔道具の失敗により液状となり、更にあまりの臭さに教会に受け入れられず、冒険者ギルドに魔道具を提供したことで冒険者ギルドで運用されるようになった。正式名称は丸薬の状態を「物体X」、液体の状態を「神の嘆き」と呼ぶ。
その効能は、三大欲求を増幅させるというもの。さらに副産物として状態異常への耐性や、三大欲求の内一つを犠牲にエネルギーを生み出し、身体能力の向上を行う効果がみられる。ルシエルの場合は性欲が犠牲となり、レベル1でも上位ランク相手に十分戦えるようになった代わりに、美女を見ても欲情しなくなってしまった。また副作用としてレベルが非常に上がりづらくなる、という効果があり、これによってルシエルは長年レベル1から全くレベルが上がらない状態が続いていた。

## 既刊一覧

### 小説
| 巻数 | 初版発行日     | 発売日         | ISBN              |
| ---- | -------------- | -------------- | ----------------- |
| 1    |                | 2016年8月30日  | 978-4-89637-579-4 |
| 2    |                | 2017年1月28日  | 978-4-89637-613-5 |
| 3    |                | 2017年6月30日  | 978-4-89637-640-1 |
| 4    | 2018年3月5日   | 2018年2月28日  | 978-4-89637-692-0 |
| 5    | 2018年11月2日  | 2018年10月30日 | 978-4-89637-827-6 |
| 6    | 2019年7月3日   | 2019年6月29日  | 978-4-89637-893-1 |
| 7    | 2019年12月31日 | 2019年12月26日 | 978-4-89637-953-2 |
| 8    | 2020年12月6日  | 2020年11月30日 | 978-4-86716-084-8 |
| 9    | 2021年8月7日   | 2021年7月30日  | 978-4-86716-162-3 |
| 10   | 2022年2月5日   | 2022年1月28日  | 978-4-86716-241-5 |
| 11   |                | 2024年5月30日  | 978-4-86716-581-2 |

### 漫画
| 巻数 | 第1刷発行日    | 発売日        | ISBN              |
| ---- | -------------- | ------------- | ----------------- |
| 1    | 2017年6月30日  | 2017年6月1日  | 978-4-06-390712-4 |
| 2    | 2018年2月28日  | 2018年2月1日  | 978-4-06-510744-7 |
| 3    | 2018年10月31日 | 2018年10月1日 | 978-4-06-513029-2 |
| 4    | 2019年7月9日   | 2019年7月1日  | 978-4-06-516206-4 |
| 5    | 2020年2月7日   | 2020年2月1日  | 978-4-06-518444-8 |
| 6    | 2020年8月6日   | 2020年8月1日  | 978-4-06-520408-5 |
| 7    | 2021年2月9日   | 2021年2月9日  | 978-4-06-522213-3 |
| 8    | 2021年8月6日   | 2021年8月6日  | 978-4-06-524167-7 |
| 9    | 2022年2月9日   | 2022年2月9日  | 978-4-06-526710-3 |
| 10   | 2022年10月7日  | 2022年10月7日 | 978-4-06-528959-4 |
| 11   | 2023年3月9日   | 2023年3月9日  | 978-4-06-530896-7 |
| 12   | 2023年7月7日   | 2023年7月7日  | 978-4-06-532132-4 |
| 13   |                | 2024年3月8日  | 978-4-06-534784-3 |
| 14   |                | 2024年10月8日 | 978-4-06-537399-6 |
| 15   |                | 2025年7月9日  | 978-4-06-539932-3 |

## テレビアニメ
2022年10月にテレビアニメ化が発表され、漫画版を原作とするテレビアニメが2023年7月から9月までTBSほかにて放送された。

### スタッフ
- 原作 - ブロッコリーライオン、秋風緋色、sime[8]
- 監督 - 玉川真人[8]
- シリーズ構成 - 大知慶一郎[8]
- キャラクターデザイン・総作画監督 - 王國年[8]
- モンスター・プロップデザイン - 岩永悦宜[10]
- 色彩設計 - 佐藤美由紀[10]
- 美術監督 - 徳田俊之[10]
- 撮影監督 - 金武慎也[10]
- 編集 - 長谷川舞[10]
- 音響監督 - 納谷僚介[10]
- 音楽 - 佐橋俊彦[10]
- 音楽制作 - 日音[10]
- 音楽制作プロデューサー - 水田大介
- プロデューサー - 比嘉麻衣子、服部健太郎、塩谷佳之、黒須信彦、大和田智之、吉田健人、関戸公人、鈴木敬公
- アニメーションプロデューサー - 中谷諭史
- アニメーション制作 - 横浜アニメーションラボ、クラウドハーツ[8]
- 製作 - 「聖者無双」製作委員会（TBSテレビ、NBCユニバーサル・エンターテインメント、講談社、クランチロール、BS11、MAGNET、マイクロマガジン社、日音）

### 主題歌
「バグちゃん」
なすお☆によるオープニングテーマ。作詞はなすお☆、作曲はまどくん、編曲はkaoruP。
「A NEW DAY」
中島由貴によるエンディングテーマ。作詞は木村孝明、作曲・編曲は遠藤信吾。

### 各話リスト
| 話数 | サブタイトル                     | 脚本       | 絵コンテ | 演出                                  | 作画監督 | 初放送日       |
| ---- | -------------------------------- | ---------- | -------- | ------------------------------------- | --- | -------------- |
| #1   | 治癒士ギルド                     | 大知慶一郎 | 玉川真人 | 玉川真人                              | 王國年 | 2023年 7月14日 |
| #2   | 冒険者ギルド                     | 大知慶一郎 | 内藤明吾 | 土門健一                              | 川久保美冴 橋本有加 | 7月21日        |
| #3   | 武術の才能                       | 大知慶一郎 | 玉川真人 | 北川正人                              | 下島誠 武藤信宏 芝田千沙 小井聖玲奈 | 7月28日        |
| #4   | 物体Xと少しの変化                | 大知慶一郎 | 内藤明吾 | 鈴木真彦                              | Kwon Oh sik Ju Hyeong jong Lim Keun soo | 8月4日         |
| #5   | 治癒院長ボタクーリ登場           | 長瀬貴弘   | 頂真司   | 曽根利幸                              | 川久保美冴 橋本有加 武藤信宏 はっとりますみ 下島誠 Jang Hee kyu Youn Hi young                                                                | 8月11日        |
| #6   | 旅立ち                           | 大知慶一郎 | 安部元宏 | 安部元宏                              | HWANG YOU-SEON KIM JEONG-RIM PAEK YEON-JU SUNHAN AR CREATIVE                                                                                 | 8月18日        |
| #7   | 聖都シュルール                   | 佐藤慎司   | 頂真司   | 土門健一                              | 芝田千沙 武藤信宏 はっとりますみ 橋本有加 下島誠                                                                                             | 9月1日         |
| #8   | ボス部屋の脅威                   | 長瀬貴弘   | 頂真司   | 加藤顕                                | Kwon Oh sik Lim Keun soo Lee Joo hyeun Oh Eun soo Youn Hi young                                                                              | 9月1日         |
| #9   | 聖騎士隊との訓練                 | 大知慶一郎 | 頂真司   | 北川正人                              | 橋本有加 武藤信宏 能地清 若山政志 | 9月8日         |
| #10  | 物体Xの秘密                      | 佐藤慎司   | 頂真司   | 鈴木真彦                              | Kwon Oh sik Ju Hyeong jong Lim Keun soo | 9月15日        |
| #11  | 聖都シュルールの異変             | 大知慶一郎 | 安部元宏 | 川部真也 池上たろう 橋本有加 武藤信宏 | 池上たろう 橋本有加 下島誠 武藤信宏 佐藤天昭 川久保美冴 後藤翔哉 Lee Min-gu 平田瑛一 KIM HEE-GANG LEE MIN-BAE TangJunYue WeiLiJuan LiXinYuan | 9月22日        |
| #12  | S級治癒士兼 退魔士ルシエルの宣言 | 大知慶一郎 | 玉川真人 | 玉川真人                              | 芝田千沙 小井聖玲奈 橋本有里 今橋明日菜 能地清 MARUANIMATION                                                                                 | 9月29日        |

### 放送局
| 放送期間                | 放送時間                     | 放送局         | 対象地域   | 備考                                 |
| ----------------------- | ---------------------------- | -------------- | ---------- | ------------------------------------ |
| 2023年7月14日 - 9月29日 | 金曜 1:28 - 1:58（木曜深夜） | TBSテレビ      | 関東広域圏 | 製作参加 / 字幕放送                  |
|                         | 金曜 23:00 - 23:30           | AT-X           | 日本全域   | CS放送 / 字幕放送 / リピート放送あり |
|                         | 金曜 23:30 - 土曜 0:00       | BS11           | 日本全域   | 製作参加 / BS放送 / 『ANIME+』枠     |
| 2023年7月22日 - 10月7日 | 土曜 1:53 - 2:23（金曜深夜） | テレビ北海道   | 北海道     |                                      |
| 2023年7月23日 - 10月8日 | 日曜 1:30 - 2:00（土曜深夜） | TBSチャンネル1 | 日本全域   | CS放送 / リピート放送あり            |

| 配信開始日    | 配信時間                   | 配信サイト | 備考           |
| ------------- | -------------------------- | --- | -------------- |
| 2023年7月7日  | 金曜 2:00（木曜深夜） 更新 | ABEMA | 見放題独占配信 |
| 2023年7月15日 | 土曜 0:00（金曜深夜） 更新 | Amazon Prime Video バンダイチャンネル dアニメストア DMM TV FOD HAPPY!動画 Huluストア J:COMオンデマンド milplus music.jp ニコニコチャンネル TELASA U-NEXT | レンタル配信   |

### BD
| 巻  | 発売日         | 収録話         | 規格品番  |
| --- | -------------- | -------------- | --------- |
| BOX | 2023年10月27日 | 第1話 - 第12話 | GNXA-1200 |

| TBSテレビ 金曜 1:28 - 1:58（木曜深夜）                      | TBSテレビ 金曜 1:28 - 1:58（木曜深夜）                  | TBSテレビ 金曜 1:28 - 1:58（木曜深夜） |
| 前番組                                                      | 番組名                                                  | 次番組                                 |
| ----------------------------------------------------------- | ------------------------------------------------------- | -------------------------------------- |
| 七つの大罪 - ※毎日放送製作、再放送 - 【30分繰り下げて継続】 | 聖者無双〜サラリーマン、異世界で 生き残るために歩む道〜 | アンダーニンジャ                       |